# Première Division (Réunion)
De Première Division is de hoogste voetbaldivisie in Réunion. 
In deze competitie spelen veertien clubs. Zoals de Réunionse voetbalbond er nu voor staat in de CAF-coëfficiënten, plaatst geen enkele club zich voor de CAF Champions League. Dit gold voor het eerst voor het seizoen van 2022.
In het seizoen van 2020 is er geen kampioen toegekend, dit in verband met de coronapandemie. Twee clubs waren geëindigd met 40 punten. Dat waren AS Excelsior en CS Saint-Denis.

## Erelijst 1950-2022
| Club                 | Titels | Club               | Titels |
| -------------------- | ------ | ------------------ | ------ |
| JS Saint-Pierroise   | 21     | Saint-Pauloise FC  | 2      |
| SS Saint-Louisienne  | 16     | AS Excelsior       | 1      |
| US Stade Tamponnaise | 11     | SS Jeanne d'Arc    | 1      |
| SS Patriote          | 6      | AS Marsouins       | 1      |
| CS Saint-Denis       | 6      | FC Ouest           | 1      |
| SS Saint-Pauloise    | 5      | US Sainte-Marienne | 1      |